# Коув
Коув (енгл. Cobh, ир. an Cóbh) је град у Републици Ирској, у југозападном делу државе. Град је у саставу округа округа Корк и важан град за округ.

## Природни услови
Град Коув се налази у југозападном делу ирског острва и Републике Ирске и припада покрајини Манстер. Град је удаљен 260 километара југозападно од Даблина. Град Корк се налази свега 12 километара северозападно од Коува.
Коув је смештен у приобалном подручју југозападне Ирске. Град се развио на истоименом острву (данас полуострво) у оквиру Коршког залива, дела Атлантског океана. Подручје града је веома брдовито, па се град налази на тлу од 0-50 метара надморске висине.
Клима: Клима у Коуву је умерено континентална са изразитим утицајем Атлантика и Голфске струје. Стога град одликује блага и веома променљива клима.

## Историја
Подручје Коува било насељено већ у време праисторије. Дато подручје је освојено од стране енглеских Нормана у крајем 12. века.
Насеље под данашњим именом се први пут спомиње 1750. године. Већ крајем 18. века насеље постаје место за одмор становника оближњег Корка, па се развијају услужне и трговачке делатности. Такође, град је био и остао важна лука.
Коув је од 1921. године у саставу Републике Ирске. Опоравак града започео је тек последњих деценија, када је Коув поново забележио нагли развој и раст.

## Становништво
Према последњим проценама из 2011. године. Коув је имао 6,5 хиљада становника у граду и близу 11 хиљада у широј градској зони. Последњих година број становника у граду се повећава.

## Привреда
Коув је данас важно туристичко одредиште у Републици Ирској. Град има веома добро очувано старо градско језгро, које је због покренутог тла веома живописно. Градска привреда и даље је везана за лучке делатности, које су данас смештене у новој луци, на западном ободу града.

## Збирка слика
- Поглед на Коув из градске луке
- Саборна црква св. Колмана у Коуву
- Живописне улице старог Коува
- Трг Кејсмент у старом делу града